# Joseph E. Levine
Pour les articles homonymes, voir Levine.
Joseph E. Levine (Joseph Edward Levine), né le 9 septembre 1905 à Boston (Massachusetts) et mort le 31 juillet 1987 à Greenwich (Connecticut), est un producteur américain de cinéma. 
Il a été marié avec la chanteuse américaine Rosalie Harrison et il est le père de Richard P. Levine, également producteur de cinéma.
Il est l'un des premiers producteurs à avoir innové en mettant au point des campagnes publicitaires audiovisuelles par « saturation » pour promouvoir des films comme Les Travaux d'Hercule (1958), dont il avait acquis les droits de distribution aux États-Unis, utilisant plus de 600 visuels d'Hercule (télévision, affiches, BD, etc.), sans lésiner sur ses investissements (120 000 $). Une procédure devenue courante de nos jours pour la promotion de productions cinématographiques de prestige.
Il est connu pour avoir participé individuellement au financement du Mépris de Jean-Luc Godard auquel il réclama une scène de nu avec Brigitte Bardot avant de payer le dernier versement. En l'occurrence, on lui doit le préambule du film qui fut rajouté pour le satisfaire. La légende l'a assimilé au « producteur Prokosch » interprété par Jack Palance dans le film.  

## Filmographie
- 1945 : Gaslight Follies
- 1956 : Godzilla, King of the Monsters!
- 1958 : Les Travaux d'Hercule
- 1959 : Les temps sont durs pour les vampires
- 1960 : Capitaine Morgan
- 1961 : Les Mille et une nuits
- 1962 : Long voyage vers la nuit
- 1963 : Le Mépris
- 1964 : Zoulou
- 1964 : Les Ambitieux
- 1964 : Only One New York
- 1964 : Rivalités
- 1964 : Santa Claus Conquers the Martians
- 1965 : Harlow, la blonde platine
- 1965 : Les Sables du Kalahari
- 1966 : Where the Bullets Fly
- 1966 : La Statue en or massif
- 1966 : Nevada Smith
- 1966 : The Daydreamer
- 1966 : A Man Called Adam
- 1966 : The Spy with a Cold Nose
- 1967 : Mad Monster Party?
- 1967 : L'Homme à la Ferrari
- 1967 : The Caper of the Golden Bulls
- 1967 : Sept fois femme
- 1967 : Trois milliards d'un coup
- 1967 : Wacky World of Mother Goose
- 1968 : Le Lion en hiver
- 1969 : Don't Drink the Water
- 1970 : Les Fleurs du soleil
- 1970 : Les Derniers Aventuriers (The Adventurers) de Lewis Gilbert
- 1970 : Soldat bleu
- 1970 : Macho Callahan
- 1970 : C.C. and Company
- 1970 : Bright College Years
- 1970 : On l'appelle Trinita
- 1971 : Ce plaisir qu'on dit charnel
- 1971 : On continue à l'appeler Trinita
- 1972 : Rivals
- 1972 : Thumb Tripping
- 1973 : Le Jour du dauphin
- 1977 : Un pont trop loin
- 1978 : Magic
- 1981 : Tattoo